# Anthony Madigan
Anthony Morgan Madigan, detto Tony (Sydney, 4 febbraio 1930 – Francia, 29 ottobre 2017), è stato un pugile australiano.

## Palmarès

### Olimpiadi
- 1 medaglia:
  - 1 bronzo (Roma 1960 nei pesi mediomassimi)

### Giochi dell'Impero e del Commonwealth Britannico
- 3 medaglie:
  - 2 ori (Cardiff 1958 nei pesi mediomassimi; Perth 1962 nei pesi mediomassimi)
  - 1 argento (Vancouver 1954 nei pesi mediomassimi)